# Joshua David Stone
Joshua David Stone (7 de Dezembro de 1953 - 13 Agosto de 2005) foi um psicólogo estadunidense. Ele era Ph.D. em Psicologia transpessoal.

## Ensino
Dentre os seus ensinamentos, o ponto sustentado por ele é o de que todos nós temos um Eu Superior, ou uma ligação com Deus; No entanto, segundo ele, nos deixamos levar pelo eu inferior, ou o ego negativo, uma existencia não-real criada pela mente inferior, devido a superidentificação com a matéria, no meio do processo de "exploração" do Universo Material de Deus.
"Deus, minha mente subconsciente e meu poder pessoal são uma equipe imbatível".